# St.-Ursula-Gymnasium Freiburg im Breisgau
Das St.-Ursula-Gymnasium in Freiburg im Breisgau ist ein privates, staatlich anerkanntes, allgemeinbildendes katholisches Mädchengymnasium, dessen Träger die  Schulstiftung der Erzdiözese Freiburg ist. Mit über 1100 Schülerinnen ist es das größte reine Mädchen-Gymnasium Freiburgs. Die Schule wurde 1696 durch Schwestern der Gesellschaft der heiligen Ursula von Anne de Xainctonge gegründet. Das St.-Ursula-Gymnasium ist nicht zu verwechseln mit den St. Ursula-Schulen des gleichen Schulträgers in der Freiburger Hildastraße, die allerdings ebenfalls auf die Schulgründung von 1696 zurückgehen und zwei berufliche Gymnasien (Ernährungswissenschaften und Sozialpädagogik), eine Berufsfachschule für Altenpflege und Altenpflegehilfe und eine Mädchenrealschule vereinen.

## Lage
Das Schulgebäude befindet sich zwischen der historischen Altstadt von Freiburg und dem Freiburger Hauptbahnhof, anders als andere Schulen in Freiburg ohne größere Freiflächen innerhalb einer nahezu geschlossenen Blockbebauung. Die Turnhalle liegt aus Platzgründen nicht auf dem Gelände des Schulgebäudes, sondern befindet sich in einer angrenzenden Straße.

## Profile

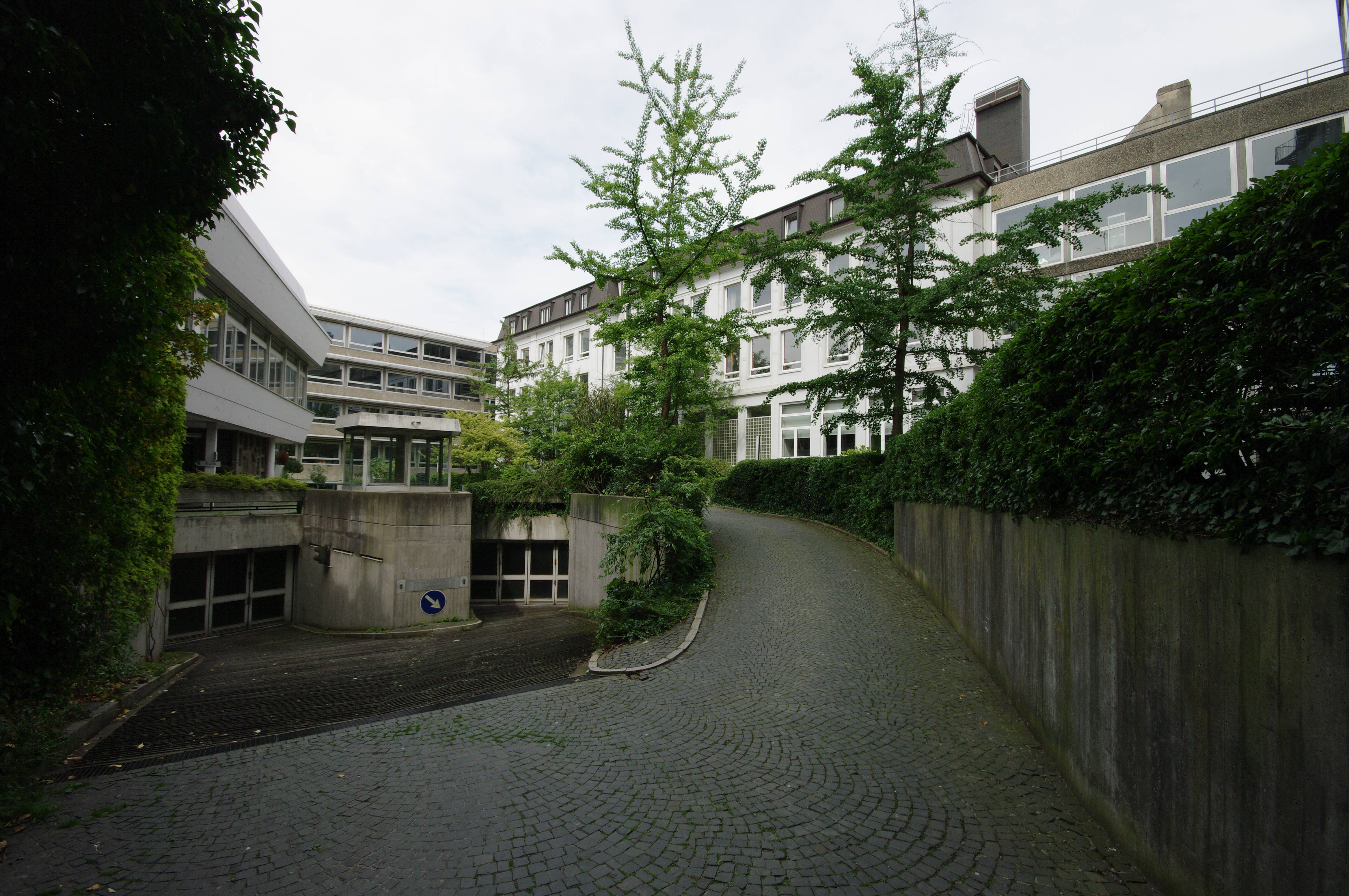
Innenbereich der Schule

### Sprachliches Profil
Schülerinnen dieses Profils wählen in den Klassen 5, 6 und 8 jeweils eine der Fremdsprachen Englisch, Latein, Französisch und Spanisch, wobei in Klasse 5 mit Englisch oder Französisch begonnen werden kann.
Sofern man mit Englisch begonnen hat, kann man sich in  Klasse 6 entweder für Latein oder Französisch entscheiden, wenn man mit Französisch begonnen hat, macht man auf jeden Fall mit Englisch weiter. Spanisch und Latein (sofern nicht schon gewählt) können in Klasse 8 gewählt werden.

### Naturwissenschaftliches Profil
Schüler in diesem Profil wählen in Klasse 5 Englisch oder Französisch, in Klasse 6 kommt eine weitere Fremdsprache hinzu, in Klasse 8 werden verstärkt naturwissenschaftliche Fächer unterrichtet.

### Musik-Profil
Im Musikprofil entspricht die Sprachenfolge dem naturwissenschaftlichen Profil, ab Klasse 8 liegt der Unterrichtsschwerpunkt bei Musik.

## Geschichte
Am 6. September 1696 erhielten vier Schwestern der Gesellschaft der heiligen Ursula von Anne de Xainctonge aus Luzern vom Stadtrat, am 11. Oktober 1696 vom zuständigen Bischof von Konstanz die Genehmigung, „daß in der Stadt Freiburg im Breisgau ein Kollegium der Gesellschaft der heiligen Ursula errichtet und gegründet und die weibliche Jugend nach der Regel derselben Gesellschaft in den Sitten wie in der christlichen und bürgerlichen Lehre unterrichtet werden kann“. Die Luzerner Niederlassung der Gesellschaft stammte von einer älteren Niederlassung in Porrentruy (Pruntrut), daher vielleicht zuweilen der Irrtum, die Schwestern seien aus Porrentruy gekommen. Auch die zuweilen anzutreffende Angabe, die Schule sei eine Gründung der „Ursulinen“, ist irrig. Die Gesellschaft der heiligen Ursula von Anne de Xainctonge ist eine von den von Angela Merici gestifteten Ursulinen verschiedene Kongregation. 1710 bezogen die Schwestern und ihre Schule ein neues Gebäude am westlichen Rand der Altstadt. Wegen ihrer schwarzen Ordenstracht wurde es in der Bevölkerung als Schwarzes Kloster bezeichnet, was auch heute noch für das Gebäude gilt, in dem die Schule allerdings nicht mehr untergebracht ist.
Mit der Einführung der allgemeinen Schulpflicht im Jahre 1803 nahm die Schülerzahl zu. Anders als andere Klöster, die Großherzog Karl Friedrich als Folge der Französischen Revolution und des Übergangs von Freiburg an das protestantische Großherzogtum Baden aufhob, wurden die beiden Lehrorden der Dominikanerinnen von Kloster Adelhausen und der Gesellschaft der heiligen Ursula von Anne de Xainctonge zwar in weltliche Institute umgewandelt, aber nicht aufgelöst; so wurde trotz der neuen Struktur im Ausbildungswesen die Kontinuität gewahrt. Die Ordensregeln wurden 1811 durch ein für alle weiblichen Lehr- und Erziehungsinstitute geltendes „Regulativ“ ersetzt.
Der Badische Schulstreit in der zweiten Hälfte des 19. Jahrhunderts führte 1877 zur Aufhebung und Enteignung des Schwarzen Klosters. Jedoch ging der Betrieb in weltlicher Kleidung in einem neuen Gebäude am Fahnenbergplatz weiter. 1889 wurde das „Katholische Institut St. Ursula“ vom späteren Weihbischof Justus Knecht übernommen. 1893 bestand der Konvent aus fünf Schwestern und drei Novizinnen, und im selben Jahr wurde die Schule an die jetzige Stelle in der Eisenbahnstraße verlegt. 1896 wurde in St. Ursula eine Kochschule eröffnet, nachdem es ein badisches Gesetz 1891 ermöglicht hatte, Mädchen statt der obligatorischen Fortbildungsschulen eine Haushaltsschule besuchen zu lassen. In zwei Räumen mit jeweils drei Kochherden wurden 36 Mädchen unterrichtet, bei einer Gesamtzahl von 240 Schülerinnen. Ab 1922 durften die Schwestern wieder ihre alte Tracht tragen, und 1923 erhielt der Konvent alle Rechte einer Kongregation zurück. 1928 wurde die Schule gymnasiale Vollanstalt, und 1931 legten die ersten Schülerinnen die Abiturprüfung ab.
Ab 1933 musste auch St. Ursula sich an das Dritte Reich anpassen, zum Beispiel mit der Einführung des „Hitlergrußes“ statt des „Knicks“ zur Begrüßung. 1934 wurde die Abiturprüfung an der Schule verboten, Zuschüsse der Stadt wurden reduziert. Schließlich wurde die Schule zum 1. April 1940 aufgehoben und 1941 enteignet. Die Schwestern zogen in die Hildastraße. Am 6. Dezember 1945 erhielten sie auf Beschluss des Stadtrats das „Katholische Institut“ zurück, und am 14. Januar 1946 nahmen sie auf Anordnung der französischen Militärregierung den Unterricht wieder auf.

## Schulgeld
Weil es sich um eine Privatschule handelt, erhebt der Schulträger seit dem Schuljahr 2005/06 ein Schulgeld für die jeweils älteste Schülerin einer Familie. Für das zweite Kind muss ein um die Hälfte reduzierter Schulbeitrag bezahlt werden. Ab dem dritten Kind ist der Schulbesuch beitragsfrei. Im Schuljahr 2005/06 betrug das Schulgeld jährlich 300 Euro, ab dem Schuljahr 2009/2010 waren es 320 Euro. Seit dem Schuljahr 2010/11 mussten 360 Euro bezahlt werden, bevor das Schulgeld ab dem Schuljahr 2013/14 auf 480 Euro pro Jahr erhöht wurde.

## Persönlichkeiten

### Bekannte ehemalige Schülerinnen
- May Bellinghausen (1896–1985), Lehrerin und Kommunalpolitikerin
- Carmen Fuggiss (* 1963), Sopranistin
- Anja Goller (* 1978), Theologin
- Jasmin Siri (* 1980), Soziologin

## Belege
1. ↑  St. Ursula-Gymnasium. Schuldatenbank Baden-Württemberg. In: schulamt-bw.de. Abgerufen am 11. August 2023 (dort St. Ursula-Gymnasium eingeben).
2. ↑  Impressum. In: www.st-ursula-freiburg.de. Archiviert vom Original (nicht mehr online verfügbar) am 23. Mai 2021; abgerufen am 23. Mai 2021.  Info: Der Archivlink wurde automatisch eingesetzt und noch nicht geprüft. Bitte prüfe Original- und Archivlink gemäß Anleitung und entferne dann diesen Hinweis.
3. ↑  Eröffnung der Haushaltungs-Kochschule in: Freiburger Zeitung vom 7. Oktober 1896, Zugriff am 23. Juni 2011